# Kopfkäfer

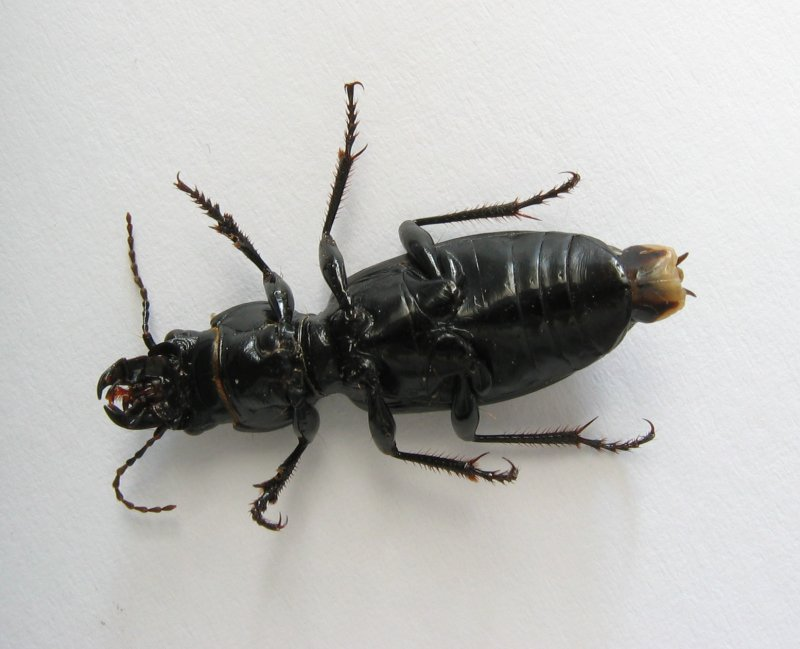
Unterseite des Kopfkäfers

Der Kopfkäfer, Kopfläufer oder Großkopf (Broscus cephalotes) ist ein Käfer aus der Familie der Laufkäfer (Carabidae).

## Merkmale
Der Kopfkäfer wird 18 bis 25 Millimeter lang und besitzt einen komplett glänzend schwarz gefärbten Körper, nur die Enden der Fühler, Beine und Palpen sind rötlich. Am Kopf kann man zwischen den Augen einen leicht durchschimmernden roten Fleck erkennen. Der Kopf ist relativ groß und hat kräftige Mundwerkzeuge, die Fühler sind kurz. Der Halsschild ist tulpenförmig und läuft nach hinten zu, die Basis ist deutlich schmaler als der Vorderrand. Die Deckflügel tragen feine Längsreihen mit Punkten, wobei die erste Reihe aber unterbrochen ist. Die Vorderbeine, die ansatzweise zu Grabbeinen modifiziert sind, haben an den Schienen (Tibiae) auf der Oberseite einen tiefen, beborsteten Einschnitt und an beiden Enden auf der Unterseite jeweils einen beweglichen Dorn.

## Vorkommen
Die Tiere kommen in Europa, nördlich bis in die Mitte Skandinaviens und östlich über den Kaukasus bis in den Westen Sibiriens vor. Sie fehlen im Süden Europas. Sie leben besonders auf sandigen Böden, wie beispielsweise in Kies- und Sandgruben, auf Feldern, Ruderalflächen und an der Küste.

## Lebensweise
Die Imagines graben 10 bis 15 Zentimeter tiefe Gänge in den Boden, die manchmal U-förmig angelegt sind und zwei Ausgänge haben. Sie jagen nachts kleine Insekten. Bei Gefahr stellen sich die Käfer tot (Thanatose) und Spreizen die Beine und Mandibeln. Die Weibchen legen ihre Eier im Herbst in Kammern, die seitlich vom Gang ihrer Behausungen abzweigen. Die daraus schlüpfenden Larven überwintern, die Käfer schlüpfen bereits im nächsten Frühjahr.